# Gara Giurgiu
Gara Giurgiu este o gară care deservește orașul Giurgiu, România. A fost deschisă în 1869 ca parte a căii ferate București-Giurgiu.